# Donja Gračenica
Donja Gračenica (1931-ig Gračenica) falu Horvátországban, Sziszek-Monoszló megyében. Közigazgatásilag Popovača községhez tartozik.

## Fekvése
Monoszló területén, Sziszek városától légvonalban 24, közúton 29 km-re keletre, községközpontjától légvonalban 8, közúton 10 km-re délkeletre a Monoszlói-hegység délnyugati lejtői alatt, a Gračenica-patak partján fekszik. Itt halad át az A3-as autópálya és a Zágráb-Vukovár vasútvonal.

## Története
A régészeti leletek tanúsága szerint területén már a kőkorszakban is éltek emberek. A Mramor-hegyre vezetőút mentén a Tučilaca nevű határrészen 1972-ben őskori maradványokat találtak. Az ásatások 1973-ban folytatódtak. Ezek során két földbe süllyesztett őskori ház, cseréptöredékek, valamint teljesen és félig megmunkált kőeszközök kerültek elő. Az autópálya és a vasútvonal között, a Turković-birtokon 1965-ben csatornaásás közben téglából épített római alapok és amfora töredékek kerültek elő.
Gračenica első írásos említése a régi gračenicai plébánia birtokaként IV. Béla király 1256-ban kelt oklevelében történt. 1493-tól az Erdődy család birtoka volt. 1545-ben elfoglalta a török és csak a század végén foglalta vissza akkori ura Erdődy II. Tamás. Lakosságának első összeírása 1700 körül történt, majd nem sokkal ezután 1718-ban megkezdődött kápolnájának építése, melyet a hagyomány szerint egy pestisjárvány után fogadalomból épített a lakosság. Történetét járványok, háborúk, parasztfelkelések, hatalomváltások kísérték, de családai mindvégig kitartottak. Az 1773-ban az első katonai felmérés térképén „Dorf Grachenicza” néven szerepel.
A 19. század elején rövid ideig francia uralom alá került, majd ismét a Habsburg Birodalom része lett. Önkéntes tűzoltóegyletét 1893-ban alapították. 1857-ben 673, 1910-ben 1060 lakosa volt. Belovár-Kőrös vármegye Krizsi, majd Kutenyai járásához tartozott. 1918-ban az új szerb-horvát-szlovén állam, majd később Jugoszlávia része lett. 1935-ben megalakult a település első kulturális-művészeti egyesülete. A II. világháború idején a Független Horvát Állam része volt. 1991. június 25-én a független Horvátország része lett. A településnek 2011-ben 805 lakosa volt.

## Népesség
| Lakosság változása | Lakosság változása | Lakosság változása | Lakosság változása | Lakosság változása | Lakosság változása | Lakosság változása | Lakosság változása | Lakosság változása | Lakosság változása | Lakosság változása | Lakosság változása | Lakosság változása | Lakosság változása | Lakosság változása | Lakosság változása |
| ------------------ | ------------------ | ------------------ | ------------------ | ------------------ | ------------------ | ------------------ | ------------------ | ------------------ | ------------------ | ------------------ | ------------------ | ------------------ | ------------------ | ------------------ | ------------------ |
| 1857               | 1869               | 1880               | 1890               | 1900               | 1910               | 1921               | 1931               | 1948               | 1953               | 1961               | 1971               | 1981               | 1991               | 2001               | 2011               |
| 673                | 695                | 695                | 719                | 880                | 1.060              | 1.418              | 1.459              | 1.147              | 1.172              | 1.136              | 1.016              | 865                | 794                | 827                | 805                |

## Nevezetességei
A település központjában áll Szent Fábián és Sebestyén tiszteletére szentelt római katolikus fakápolnája. A kápolnát 1718-ban építették, majd a 19. század végén átépítették. Az épület négyszögletes alaprajzú, sokszögzáródású szentéllyel, a nyugati homlokzat felett kis harangtoronnyal. Belül nagyrészt fennmaradt az eredeti barokk berendezés. A főoltár, két angyalszobor és két kehely a 17. és 19. század közötti időből való, a korai barokk és a biedermeier stílus jegyeit viselik magukon. Különösen értékes az oltár a két szoborral és a festett antependiummal. A kápolna Monoszló tradicionális szakrális faépítészetének egyik ritka fennmaradt emléke.